# Taxila dora
Taxila dora is een vlindersoort uit de familie van de prachtvlinders (Riodinidae), onderfamilie Nemeobiinae.
Taxila dora werd in 1904 beschreven door Fruhstorfer.